# Joachim Krebs (Politiker)
Joachim Krebs (* 26. März 1935) ist ein ehemaliger deutscher Funktionär der DDR-Blockpartei DBD. Er war Mitglied des Präsidiums und Sekretär des Parteivorstandes der DBD.

## Leben
Der Sohn eines Angestellten qualifizierte sich zum Staatlich geprüften Landwirt und zum Diplom-Landwirt. Er wurde 1955 Mitglied der DBD. Von 1960 bis 1972 arbeitete er in leitenden Funktionen beim Rat des Kreises Pritzwalk, so als Hauptagronom im Kreislandwirtschaftsrat und im Rat für Land- und Nahrungsgüterwirtschaft. Von 1972 bis 1983 fungierte er als 1. Sekretär des DBD-Kreisvorstandes Pritzwalk und von Juli 1983 bis Mai 1987 als stellvertretender Vorsitzender und Sekretär des DBD-Bezirksvorstandes Magdeburg. 
Im Mai 1987 wurde er zum Mitglied des Präsidiums und Sekretär des Parteivorstandes der DBD gewählt und am 15. Mai 1988 als Nachfolger von Horst Finner auf dem 13. Kongress der Gesellschaft für Deutsch-Sowjetische Freundschaft (DSF) zum  Mitglied des Präsidiums des Zentralvorstandes der DSF berufen.

## Auszeichnungen
- 1988 Vaterländischer Verdienstorden in Silber[2]